# 松本亜璃沙
松本 亜璃沙（まつもと ありさ、1971年9月23日 - ）は、日本のインフルエンサー、恋愛アドバイザー、元AV女優。香音凛（かおりん）名義も使用する。

## 略歴

### AVデビューまでの経緯
銀行時代に、同期の男性と結婚し、長女を授かる。寿退社するも離婚。
美容師だった男性と長女を連れて結婚し、次女と三女を授かるが、夫に借金があることが発覚、銀行勤務にパートで戻るも、母子手当を得るために離婚、離婚後も内縁の夫と同居。内縁の夫の借金の返済と開業資金を貯める為2004年にAVデビュー。

### AV時代の活躍
熟女系のAV女優として多数の作品に出演し、熟した身体と相反する幼い顔立ちから“ロリ熟女”なる言葉が生まれるなど人気女優となる。その後、借金返済は完了し、AV出演が内縁の夫に見つかるが、子供達を養う為にAV女優として活動を継続し、3年半経った36歳の時に同居を解消。
2007年2月にネクストイレブン感謝祭で最優秀演技賞、同年3月にCSアダルト放送大賞でプリティミセス賞、同年10月に「第3回熟女クイーンコンテスト」でグランプリをそれぞれ受賞。
2008年4月28日の公式ブログで無期限の休業を発表。同年6月にAV男優のピエール剣と結婚、一男一女を授かる。
2009年4月にアメーバブログでブログを新たに開設したが、6月に更新を停止して記事を削除。7月よりブログを再開したものの、諸事情により10月8日をもって更新を停止していた。しかし、東日本大震災に後に幾度か記事を書き足す。東京電力や政府への不満、原子力発電所が爆発する可能性についての読者の緊張感のなさを指摘する記事を掲載し、「もう終わり」「最後にする」旨の記載を残して3度目の更新停止を行い、2012年には当該ブログそのものが削除された。その後、下記のツールに移行している。
休業発表後は、AV女優としての活動を一切行わず、主婦によるクッキングチーム「ラブ♥デリジェンヌ」を結成した他、2014年3月には自身が代表を務めるAVプロダクション「アリイプロモーション」を設立。同年8月、ツイッターで今後は「剣愛璃沙（つるぎ ありさ）」の名前で活動することを表明した。
2015年にピエール剣と離婚。4月5日に新たに開始したツイッターで「早乙女ありさ（さおとめ ありさ）」としてAV女優に復帰することを発表。所属事務所はGREEN。

### 引退後の活動
恋愛アドバイザーとして活動3ヶ月目で、3万円のセミナー20名を満席。5ヶ月目で、月収100万超えを達成するなど好調なスタートを見せる。相談内容は夫婦仲、セックスレス、復縁など多岐にわたる。
2018年11月23日、AV男優のトニー大木をゲストに招いたセミナーを行う。男女のパートナーシップ向上のため、プロのマインド、テクニックを披露する
。
2019年5月13日、オリジナル楽曲「恋するビオラ」をブログにて発表。6月29日にお披露目会。10月14日には、初ライブを行う。
2019年10月25日、セクシー女優セカンドキャリアコンサルのブログをスタートさせる。女優業を引退後、違った形の仕事ができるようなサポート活動を開始する。
2022年7月に開始された、AV出演被害防止・救済法改正を呼び掛ける署名運動「女優・男優・スタッフが働きやすい「AV新法」にしてください」には応援という形で賛同した。

## 人物
「ロリ熟女」のパイオニアとも称される。
隠せば隠すほど、やましい、うしろめたい仕事だと思われるという点から子供やその担任教師、同級生の親などにも過去の職業を公表している。
聖職者にも罪を犯す人がいて、セックスワーカーの世界にも変な人からまじめな人までいる。職種内容ではなくその人自身がどう生きてるかであるという観点から、職業差別、偏見に反対する。
性格としては、嘘を嫌い、思ったことをハッキリ言う傾向がある。それは相手の方が、収入や社会的地位が上でも変わらないためトラブルも起きやすい。その反面、裏表ない関係が好きな人には接しやすい面もある。
記憶力がよく、過去の情景や相手の言葉を正確に覚えており、それがブログや雑誌の連載にも活かされている。
料理は得意である。農家への敬意もあるため、AVで野菜を使う際はレプリカを使用した。

## 出演作品

### アダルトビデオ

#### 「松本亜璃沙」名義
2004年
- 姦乳美畜妻 壱章（9月17日、ジュエル）※「松本絵理」名義
- レンタル人妻（10月16日、メディアステーション）※「松本亜梨沙」名義　他出演:西条麗、畑野真由美、恵千歳
- 萌えあがる募集若妻 淫らに狂い出す身売りわかづま 13 ありささん（10月21日、プレステージ）※「ありさ」名義
- 誘惑 ある貴婦人の疼き…（11月20日、ネクスト）他出演:望月加奈、柳こずえ
- 熟れ専! Vol.8 本当にいた!スケベ三十路（11月23日、アカデミック）※「松本ありさ」名義　他出演:秋吉純子、小泉ちか、新田香織
- 美熟女痴態（12月1日、MOODYZ）※「松本ありさ」名義
- 男を超気持ち良くイかせるSEXテクニック研究所（12月4日、OTIS）他出演:Aoi.
- 人妻解放区 極上美人妻背徳日記 #013 松本ありさ33才（12月16日、ガッツ）※「松本ありさ」名義

2005年
- 僕のやさしいママになってください。（1月15日、ドグマ）
- 痴母ノ誘惑 1（2月25日、ロイヤルアート）他出演:西条麗、秋吉くみ
- 団地妻 生中出し 3（3月4日、TMA）他出演:藤森エレナ、鶴瀬愛美、田中梨子、浜咲レナ、今井智花
- 熟女の館 2（3月15日、MOODYZ）共演:風夏、黒木あげは、岬レイカ、城山美香、矢吹涼子
- 「初撮り」 男達のオナニー見て興奮してもらいます。2 熟女編（3月15日、MOODYZ）他出演:三井真保、五月留美
- 年下の男の子 義母のぬくもり（3月25日、グラフィティジャパン）
- 美熟妻 4（4月7日、ディープス）
- 若妻の性欲 〜亜璃沙の場合〜（4月23日、グローリークエスト）
- オナニーナビゲーション 人妻編（5月16日、ガッツ）他出演:矢吹涼子、竹内なるみ
- 双子姉妹 〜百合とスミレ〜（5月20日、桃太郎映像出版）共演:倖田李梨
- ボディコン熟女 4 〜癒しの快楽6美人〜（5月25日、マドンナ）他出演:星咲かれん、池田純子、森下こずえ、桜田さつき、佐々木美羽
- 熟女解体新書（5月27日、ロイヤル・アート）他出演:立花瞳、秋吉くみ
- 撮影現場控室でAVアイドルがAVアイドルに告白レズガチンコ（6月20日、ホットエンターテイメント）共演:姫咲しゅり、田中梨子、椎名まゆみ、羽生めい、榎本ゆき
- 美セレブ Part1（7月15日、フォーエバー）他出演:あずま樹
- 団地に棲む人妻たち 二十五（7月25日、マドンナ）他出演:森下こずえ、池田純子
- あいつのママの魅惑の吐息（9月7日、グローバルメディアエンタテインメント）
- 夜の連続DVD小説 おまん 第二話（9月8日、SODクリエイト）共演:ひなた里桜、柳明日香
- 極選マダムズ 4時間（9月30日、ケイ・エム・プロデュース）他出演:立花瞳、西条麗、海老川せり、日向ゆみ、吉野碧、結衣美沙、望月加奈、麻実ゆうか
- 浮気録画 【公開不倫ナマ素材】 松本亜璃沙(34)（10月10日、ドリームチケット）
- 熟雌女anthology＃003 熟女の口はもっと嘘をつく。（10月20日、アウダースジャパン）
- 〜禁断の性〜 友達の母 33 レイプ編（10月25日、マドンナ）他出演:佐々木美羽、池田純子
- 猥褻なお姉さんのいいなりでねっとりと責め続け、弄くられる興奮（10月?日、ビーワン）
- 若妻の匂い 117（11月8日、光夜蝶）
- 松●亜璃沙の裏モザイク無しビデオ（11月9日、エイチエス映像）
- 【新説】 巨乳マンション 〜Eカップ若妻過ちの誘惑〜（12月5日、ワープエンタテインメント）
- 美熟女エロス 5（12月22日、アルファーインターナショナル）

2006年
- 美熟女ママと癒し愛 2（2月20日、ネクストイレブン）共演:葉山遥子
- 熟女の事情 IV（2月18日、ルビー）他出演:二宮凛子、麻川梨乃
- 近親相姦家族 カズの家 2（2月24日、U&K）共演:朝桐楓
- 新・熟女 LEVEL A 松本亜璃沙（3月4日、ルビー）
- スケ透けエロマダム 女教師、亜璃沙さん34才（3月10日、AVS）
- 主婦援交（3月13日、カルマ）他出演:姫野愛、和希優子、ささきふう香
- 月刊ミセス倶楽部 快楽に溺れる三十路妻（3月20日、ネクストイレブン）他出演:川相成美、椎名まゆみ、立花渚、麻野まりな、一路真子、青山愉加 ※「松本ありさ」名義
- いやらしい美熟女はすきですか?（3月20日、ネクストイレブン）他出演:友田真希、浜中みな、風間碧
- 老人の性の歓び（3月25日、ルビー）他出演:忍足紅美、岡江佳子
- オナニスト ［第十三章］（4月10日、隼エージェンシー）他多数出演
- 和服美人妻生殺し 奥さん、感じるの我慢できたら許したるねん（4月21日、映天）
- 僕のおばさん中出し 松本亜璃沙（5月10日、ドリームステージ）
- 熟乱交 3（5月12日、グラブ）共演:千野麗香、桜沢愛子
- オバンコ学園レズ組 3（5月12日、グラブ）共演:千野麗香
- 人妻の情事 IV 夫以外の男に中出しされた妻たち（5月12日、隼エージェンシー）他出演:伊沢涼子、三上友希、矢吹涼子、桜沢まひる
- 愛しのフェラチーオ 3（5月12日、隼エージェンシー）他出演:さいとう真央、飯沢もも、真鍋あや、田中美久、小林かすみ、星野つぐみ、大沢莉央、葉山くみこ、宝生瑠璃、伊沢涼子、結衣美沙、五島セリ
- 精神科医の妻 松本亜璃沙（5月15日、アレックス）
- ママのおシゴト 松本亜璃沙（5月26日、グラブ）
- 非日常的悶絶遊戯 第五十二章 看病に来た、いとこのお姉さん、亜璃沙の場合（6月10日、AVS）
- セレブの館（6月19日、スタイルアート）共演:あずま樹、友崎亜希、片岡梨香子、千野麗香
- 嗚呼!!大トロ美熟女濃厚ハメ倒し 4時間スペシャル（6月19日、スタイルアート）他出演:刹那愛、多田野昌稀、宮本まどか、藤原直美、金子なつみ
- 痴女キャバクラ（6月20日、イマージュ）共演:杉浦美由、長谷川ちひろ、城崎めぐ、瞳れん、杉浦まな、松島やや、早乙女未央、美咲ゆりあ、風間ゆみ
- 騙し中出し 2（6月22日、甲斐正明）オムニバス作品
- ヤラせてよ、松本亜璃沙 〜ロリ美熟女と連泊ハメ撮り〜（6月25日、しのだプロジェクト）
- 熟れた友達のお母さんを犯しまくりたい。松本亜璃沙（7月20日、ドグマ）
- 下宿したら男は僕一人ぼっちだった…。（7月20日、アキノリ）共演:早乙女みなき、Maria、遊姫、森下ゆかり 他
- おむつ熟女折檻　松本亜璃沙（8月10日、AVS）
- こともあろうに叔父ちゃんの指が私の中へ… 8（8月11日、東京音光）
- 人気AV女優を泥酔させてマジでやりたい変態SEXをさせる（8月15日、アレックス）共演:長谷川ちひろ、美咲ゆりあ、瞳れん
- 人妻のスケベ妄想を叶えましょう（8月15日、アレックス）他出演:小峰由衣 他
- 団地妻 松本亜璃沙（8月24日、グラフィティジャパン）共演:寺澤しのぶ、日吉ルミコ
- 本当にあったすけべな話大全集 2（8月25日、サイド・ビー制作室）
- 四代目 スケバン熟女 （9月1日、AVS）
- 松本亜璃沙 35歳 人妻 元アパレル広報（9月7日、WOMAN）
- 猥褻痴女（9月7日、痴肉狂乱）共演:翔田千里
- 人妻発情期 9（9月9日、フリービジョン）他出演:早見怜子、葉月由梨江 他
- 4代目スケバン熟女 松本亜璃沙（9月10日、AVS）
- IKITAI? 松本亜璃沙（9月10日、マミー・ピクチャーズ）
- 集団熟痴女 人妻6人肉林編（9月13日、溜池ゴロー）共演:千野麗香、上戸美緒、大城真澄、三上夕希、月島えりな
- 美熟女レズ3姉妹（9月19日、スタイルアート）共演:友田真希、あずま樹
- この美しい熟女達の豊満な尻肉に埋もれて…（10月11日、フリーダム）共演:あずま樹、千野麗香、多々野晶稀
- この麗しき熟女の目線にさらされて、チ●コを馬鹿にされたりイジられたり…（10月11日、フリーダム）共演:あずま樹、千野麗香、多々野晶稀
- 美熟女のムッチリとした太腿とふくらはぎの間で…（10月11日、フリーダム）共演:あずま樹、千野麗香、多々野晶稀
- 熟女の足裏は好きですか?（10月11日、フリーダム）共演:あずま樹、千野麗香、多々野晶稀
- 人妻鑑賞サークル 人妻が男達の前でセックスする時 松本亜璃沙（10月13日、溜池ゴロー）
- 隣の奥さん 中出し20連発 近所の若者達に犯されて…（10月19日、アイエナジー）
- 熟女メイド（11月16日、アキノリ）共演:翔田千里、美波志保、千野麗香
- 近親相姦 出会い系サイトで出逢った母（11月24日、Nadeshiko）
- 非日常的悶絶遊戯 第五十九章 3人の女教師、ゆみ、香織、亜璃沙の場合（12月10日、AVS）共演:風間ゆみ、南原香織
- 初妻爛熟熱 松本亜璃沙（12月13日、溜池ゴロー）
- Fetish Lesbian 松本亜璃沙&翔田千里（12月19日、ドリームクリエイト）共演:翔田千里
- 闇金から借り倒して松本さんを一日中犯しまくりました（12月28日、Firsst Revolution）

2007年
- 美熟女の午後は妄想おもらし三昧（1月1日、AVS）
- PORNOGRAPH 19（1月6日、グラフィス）
- 美熟女の午後は妄想おもらし三昧 松本亜璃沙（1月10日、AVS）
- レズビアン花嫁（1月12日、映天）共演:椎名りく
- 感じる女の表情と腋の下 2（1月13日、激弾カーニバル）他出演:ささきふう香、あずま樹、澤よし乃、南原香織、寺澤しのぶ
- 人妻官能劇場 もっと奥まで… 亜璃沙 34歳（1月18日、ヒビノ）
- 熟女を電マでイカせ続ける3時間（1月19日、プレステージ）
- 奥さんの生パンティの脇からチ○ポ差し込んでそのまま発射（1月25日、アロマ企画）他出演:ささきふう香、あずま樹、澤よし乃、南原香織、寺澤しのぶ
- 立花里子と集団痴女マダムス 完全版（1月26日、おかず。(ケイ・エム・プロデュース））共演:立花里子、翔田千里、南原香織
- NO.1美女軍団 女教師 中出し20連発 スペシャル（2月8日、アイエナジー）共演:麻生岬、風間ゆみ、翔田千里、小向杏奈
- 接吻の輪舞曲（2月10日、AVS）共演:南原香織
- 人間飼育 〜娘に調教される父親と豚男〜（2月10日、AVS）
- 悶え狂った貞淑妻（2月15日、アレックス）他出演:忍足紅美 他
- 一夜妻 〜ひとづま〜 其の弐（2月19日、ブラーボ）
- 美熟女ママ達に癒されたい（3月20日、ネクストイレブン）他出演:小林みゆき、葉山遥子、野宮凛子 ※総集編
- Angel Kiss ビアンたちの愛情物語 4（3月23日、グラフィティジャパン）共演:ミュウ、安達このみ
- セレブ美熟女 最高の筆おろし! 3（3月25日、マドンナ）共演:翔田千里
- 顔面騎女 【壱】（4月13日、U&K）
- 私を狂わす祖父のおさそい（4月20日、タイガーマイスターズ）
- ADEJO 艶女 OVER 30 ACTRESS（4月25日、ホットエンターテイメント）他出演:結衣、臼井美佐恵
- 赤坂高級クラブママ 生中出し公開調教ファック（5月1日、ワンズファクトリー）
- 未亡人はバイブに夢中 第二幕（5月10日、AVS）
- 中出し人妻不倫旅行 06（5月25日、ビッグモーカル）
- マドンナファンの集い 美熟女と行く混浴温泉バスツアー 2（5月25日、マドンナ）他多数共演
- 疑惑 大都会に散った仮面夫婦（6月20日、ホットエンターテイメント）共演:松島侑里
- 僕の愛した悲しきおかみの裸体（6月20日、ホットエンターテイメント）共演:望月加奈
- the 義母図鑑（7月1日、ワンズファクトリー）他出演:風間ゆみ、坂本梨沙
- 淫乱OL中出し乱交（7月5日、タカラ映像）共演:早乙女みなき 他
- レズの家 4（7月19日、スタイルアート）共演:野々宮りん
- 性交クリニック 2（8月5日、SODクリエイト）共演:姫野愛、中島あいり、藤本ちさと、仲村りり、久保田恵、中嶋有香、星ありす
- もう一つの熟バス 2 未公開セックス・フェラ映像全てお見せします!（8月7日、マドンナ）他多数共演
- 美しき痴熟女バコバコ乱交（8月13日、マルクス兄弟）共演:風間ゆみ、栗原樹
- レズ壷3（8月15日、ジャネス）共演:野々宮りん
- 驚愕!人気AV女優たちの泥酔セックス（8月20日、アレックス）共演:長谷川ちひろ、美咲ゆりあ、瞳れん 他出演:友崎亜希、小林みゆき、南原香織、野宮凛子
- 誰にも言えない人妻の性癖4時間スペシャル（8月24日、ビッグモーカル）オムニバス作品
- オトナの社交場 エグゼクティブ会員制ラグジュアリーセレブパーティー（9月6日、WOMAN）他多数共演
- フェロモンマダム vol.4（9月7日 桃太郎映像出版）共演:白鳥美鈴
- 女神の手 〜豪華熟姫達の手コキ三昧〜（9月7日 ZONE）他出演:風間ゆみ、南原香織、あずま樹、倖田李梨、宮澤ゆうな、清原りょう、佐藤美久、小泉ありさ、ほのか美優
- 熟女達のレズビアン 2 淫蕩女宴（9月18日 グラフィティジャパン）共演:南原香織、山本祐里
- 女子校生が熟女にレズ調教 2（9月19日、スタイルアート）共演:名波ゆら
- 美熟伝 （9月28日 ビッグモーカル）
- マダム鬼イカセ とにかく2時間セックス三昧スペシャル（10月19日、レアル・ワークス）
- 美熟女フェチズム 競泳水着 2（10月19日、スタイルアート）
- 再婚家庭相姦図 肉欲に飢えた義母（10月25日、FAプロ・プラチナ）他出演:島田香奈
- 熟女温泉透けふぇち旅情 第四幕（11月1日、AVS）
- 発情真堕夢 第二幕（11月1日、AVS）共演:安藤なつ妃
- 人妻萌えレオタード（11月13日、マルクス兄弟）
- 美人団地妻の生中出し 2（11月20日、スターパラダイス）他出演:酒井ちなみ、風吹逸見
- 脚フェチパンスト生映像 この熟女エロすぎてヤバい!1（12月7日、ケンシロウ）他出演:永瀬かな
- 黒人乱交FUCK 松本亜璃沙×加瀬あゆむ（12月13日 カルマ）共演:加瀬あゆむ
- 美熟女生保レディー生中出し（12月20日、スターパラダイス）共演:風間ゆみ
- 中出し人妻不倫旅行 淫悦旅情4時間（12月25日、ビッグモーカル）他出演:風間ゆみ、伊藤あずさ、森下理音
- 貴女の願望叶えます。2（12月25日、HYPER240）他出演:吉川ゆう、星優奈

2008年
- オムツ奴隷凌辱記（1月1日、AVS）他出演:鮎川るい
- レズ奴隷 1 狙われた女生徒（1月19日 スタイルアート）共演:ひなの
- 浮気妻（1月19日 桃太郎映像出版）
- 超豪華有名女優未公開映像とってもスケベなフェラッ娘たち!淫乱お口編（1月19日 桃太郎映像出版）他出演:Rico、愛田るか、桜このみ、志村玲子、翔田千里、友田真希、七海菜々、林マリア、星野あかり、望月るあ
- 調教レズビアン 3 〜義母に犯される娘〜（1月25日 ジャネス）共演:ひなの
- 欲求不満!!万引き中年女（2月25日 ながえSTYLE）他出演:大越はるか
- 中年男の夢を叶えるセックス やりたい放題! 3（2月25日 ながえSTYLE）他出演:姫野りむ、大越はるか、中条美香、小橋早苗
- 熟嬢レズビアン 女子生徒に犯された女教師 1（3月5日 ジャネス）共演:青木美和、色波まりん
- 本当にあった 生チ●ポが挿入できる 人妻専門回春エステ（3月16日 マキシング）他出演:天海ゆり、川瀬さやか
- 豊潤麗し競泳水着（3月25日、マドンナ）
- 親友の母（3月25日、グラフィティジャパン）共演:翔田千里
- 中出し人妻不倫旅行 SPECIAL W人妻不倫旅行（5月9日、ビッグモーカル）共演:風間ゆみ
- SEX WIFE 〜素人妻モデルズ 6〜（8月21日 h.m.p）他出演:逢澤ゆうり、高坂保奈美、黒谷渚
- ベストヒットコレクション 松本亜璃沙（9月20日、ネクストイレブン）※総集編

2009年
- ど淫乱団地妻と中出しセックス 2（1月20日、ネクストイレブン）他出演:風吹逸見、森下美姫、福島潤子、綾女、愛乃彩音
- 働くおばちゃんの淫らな労働汁 2（1月25日、ネクストイレブン）他出演:風間ゆみ、片桐くらら、村井夏枝、艶堂しほり、間宮志乃、手塚美智子
- 特選熟女!! 松本亜璃沙 4時間（完全版）（1月25日、ジャネス）※総集編
- おばちゃん訪問販売員の肉体営業（8月15日、ネクストイレブン）他出演:風間ゆみ、松本幸子、萩原亜紀、藤咲飛鳥、井本茜、明星ちかげ、愛樹るい

#### 「早乙女ありさ」名義
2015年
- 電撃復活ドキュメント 早乙女ありさ43歳（7月23日、センタービレッジ）
- ボディジャック 8 Evolution 憑依ケータイアプリ完結編（9月24日、ROCKET）他出演:水野朝陽、京野明日香、月島えみり、藤本紫媛
- 美熟女レズ美アン（10月1日、U&K）共演:葵紫穂
- 親族相姦 きれいな叔母さん（10月1日、ヴィーナス）
- ノーパンで僕を誘惑する隣の奥さん（10月7日、マドンナ）
- ショタ逆襲いママ! 〜本当の狙いは夫の連れ子!旦那ほったらかしで、青臭いガキと中出しSEXに溺れまくる美熟女〜（11月13日、ジェントルマン）
- 黒人の極太チ●ポに欲情する人妻（11月19日、グローリークエスト）
- 撮影現場のカメラの前でおしっこをするAV女優 2（12月3日、グローリークエスト）他出演:七草ちとせ、三喜本のぞみ、小西みか、千乃あずみ、水元恵梨香、井川菜乃花、岩崎麻莉子、夕樹あさひ、葵千恵、希咲あや、松井優子、折原ほのか、宮部涼花、松本まりな、澤村レイコ、安野由美、菅野さゆき、水沢みゆ、原千草、逢沢はるか、江上しほ、蓮実クレア、上原花恋、可愛まゆ、司ミコト、青山未来、逢月はるな、星野ひびき、あやね遥菜、なごみ、蛯名りな、黒瀬萌衣、大見はるか、木下寧々、坂口れな
- 彼女の母が生姦ペット 娘の彼氏に中出しをねだる人妻（12月4日、光夜蝶）

2016年
- 夫に内緒で犯されたくて…（2月1日、無言）
- 派遣メイド家政婦×エロガキ すけべなガキが家政婦さんにHな悪戯!!（2月19日、エマニエル）
- 訪問看護師陵辱! 訪問看護師を奴隷にし陵辱まみれにする鬼畜患者（3月1日、エマニエル）
- 無言妻 夫が隣にいるのよ… 3 「声でちゃう!」と必死で我慢している顔に超コーフンする俺!ボインな奥さんの吐息とびしょ濡れマ○コにギン勃起チ○ポ入れちゃいました!!（5月27日、なでしこ）
- どうしても仕事が欲しい AV女優はメーカー面接の最中に枕営業を仕掛けて中出しさせちゃうってホント!?（6月23日、アイエナジー）他出演:逢沢るる、SHIN、大城さおり、音凪りりこ
- 羞恥レズ痴漢 熟した女に公共の場でチカンされ、恥ずかしさのあまり声を出せずに感じてしまう巨乳娘（6月24日、なでしこ）共演:浜崎真緒
- 近所のデカパイ人妻は無防備に家ではノーブラ!欲求不満なのかボインの谷間と胸チラで僕を誘惑してきた。もう堪らんです!! 4（7月22日、なでしこ）
- 屈辱保護者会NTR 地味でオクテで夜の営みでは本マグロだったウチの女房が娘の学校の保護者会の会合で知り合ったケン君パパなる巨根の紳士に寝盗られて以来みるみる化粧づいて床上手になっていきました…（8月7日、JET映像）
- 「もうお母様ったら、どうされたんですか…」姑に突然レズられてその気になってしまった私。気づいたら偽チ○ポまで咥え込んでました!!（9月1日、ジャネス）共演:浜崎真緒　※AV OPEN 2016 ドラマ・ドキュメンタリー部門エントリー作品
- 美人魔女 bijin-majo 106 ありさ(44)（10月13日、美人魔女）

2017年
- 大人レズ痴女 女を知り尽くした真性レズビアンがエロ過ぎる!（1月13日、ジャネス）共演:浜崎真緒
- 四十路美熟女が集まるディープレズBarの実態 2（5月21日、パラダイステレビ）共演:菊川麻里、窪塚みいな、佐伯かのん、古川祥子
- 「このまま中に出すつもり!?」 息子に欲情されて犯られる母が困惑しながら本気で感じてしまう近親○姦 2（12月10日、ブリット）他出演:一条綺美香、安野由美、桐島美奈子

### 映画
- 彼女の母（2006年9月22日、メディア・アーツ）共演:杉浦美由
- 親友の恥母 白い下着の染み（2006年11月24日、フィルム・ハウス）共演:華沢レモン
- 鬼の花宴（2007年11月3日、GPミュージアムソフト）共演:黄金咲ちひろ
- 崖っぷちの妻たち　大沢昌美の場合　夫の部下と…（2009年11月3日、 オンリー・ハーツ）共演:翔田千里

### オリジナルビデオ
- 淫母の秘密 セレブ編 ゴージャスな誘惑（2006年12月8日、J.V.D）共演:翔田千里
- 人妻の目覚め 夫には秘密のカウンセリング（2007年7月24日、ティーエムシー）共演:北川明花

### イメージビデオ
- wife…sweet（2005年4月10日、イーネット・フロンティア）